# کولونگا شلتسه
کولونگا شلتسه (به لهستانی:  Kolonia Sielce) یک روستا در لهستان است که در گمینا سترومیتس واقع شده‌است.